# Nivaldo Ciriaco
Nivaldo Luis dos Reis Ciriaco, mais conhecido como Ciríaco (São Paulo, 23 de agosto de 1976), é um treinador de goleiros brasileiro. Formado em Educação Física foi treinador de goleiros da Seleção Brasileira e do Corinthians F7. Atualmente é preparador de goleiros do Dinamo Minsk na Bielorrússia.  

## Biografia

### Carreira
Em meados dos anos 90, Ciríaco atuou como goleiro de futebol de campo entre os profissionais da Portuguesa de Desportos. Em 2011 iniciou sua carreira de treinador de goleiros na academia de goleiros da equipe do São Caetano. De 2013 a 2015 atuou na Seleção Brasileira de Futebol de Salão como Preparador de Goleiro. 
Com a Seleção Brasileira de Futebol de Salão em 2015, esteve presente no Campeonato Mundial de Futebol de  Salão na Bielorrússia, após o mundial foi convidado a retornar em Minsk para participar de workshop e clínica para goleiros. O sucesso foi imediato que Ciríaco anualmente é convidado a participar de vários workshops em Belarus, Lituânia e Ucrânia; quando em 2018 decidiu associar-se e trabalhar em uma escolinha de futebol na cidade de Minsk. Em 2019 é contratado como preparador de goleiros das categorias de base do Dinamo Minsk.             

### Seleção Brasileira
Em 2013, assumiu a preparação dos goleiros das categorias menores da Seleção Brasileira da Confederação Nacional de Futebol de Salão; devido ao seu ótimo desempenho; passou a atuar na preparação dos goleiros da equipe principal da Seleção Brasileira de Futebol de Salão;    conquistando na Colômbia a medalha de bronze nos Jogos Mundiais de Cali em 2013.
Em 2015 fez parte da comissão técnica da Seleção Brasileira de Futebol de Salão no Campeonato Mundial de Futebol de  Salão na Bielorrússia.

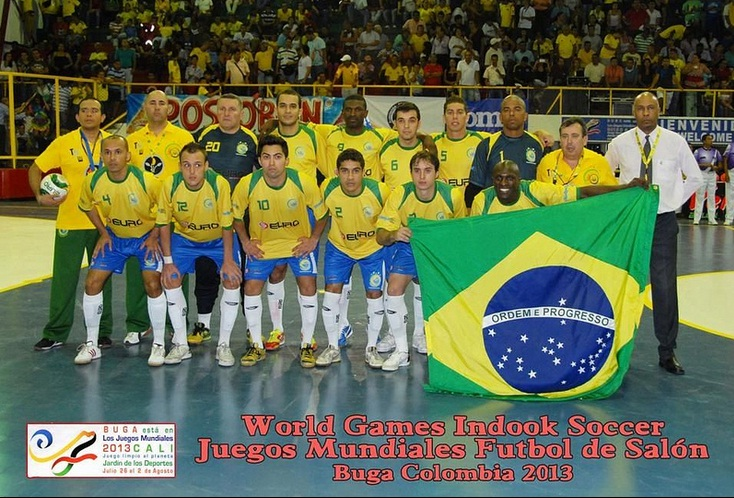
Seleção Brasileira de Futebol de Salão - Medalha de bronze nos Jogos Mundiais em 2013; Ciríaco em pé ao lado do goleiro Marcelo Galo.

## Conquistas

### Títulos

#### Seleção Brasileira
- IX Jogos Mundiais/The World Games: 2013.   - Medalha de bronze

#### Corinthians F7
- Copa Nacional F7: 2016 e 2017.[7]